# Ljudmila Alekszandrovna Putyina
Ljudmila Alekszandrovna Ocseretnaja (oroszul: Людмила Александровна Очеретная, korábban Putyina, Путина, ejtsd [lʲʊdˈmʲiɫə ɐlʲɪkˈsandrəvnə ˈputʲɪnə], született Skrebnyeva, Шкребнева) (Kalinyingrád, 1958. január 6. –) Vlagyimir Putyin jelenlegi orosz elnök és volt miniszterelnök volt felesége.

## Születése és tanulmányai
Ljudmila Kalinyingrádban, a Szovjetunióban született, Alekszandr Skrebnyev (Александр Абрамович) lányaként született, akinek apai neve különböző jelentések szerint Abramovics vagy Avramovics volt. Шкребнев vagy Александр Александр Аврамович (Шкребнев) és Jekatyerina Tyihonovna Skrebnyeva (Екатерина Тихоновна Шкребнева). Apja a Kalinyingrádi Gépgyárban dolgozott.
Nyelvész végzettséget szerzett. 1986-ban Ljudmila a Leningrádi Állami Egyetem filológiai tanszékének spanyol nyelv és filológia szakán szerzett diplomát.

## Felnőttkor és házasság

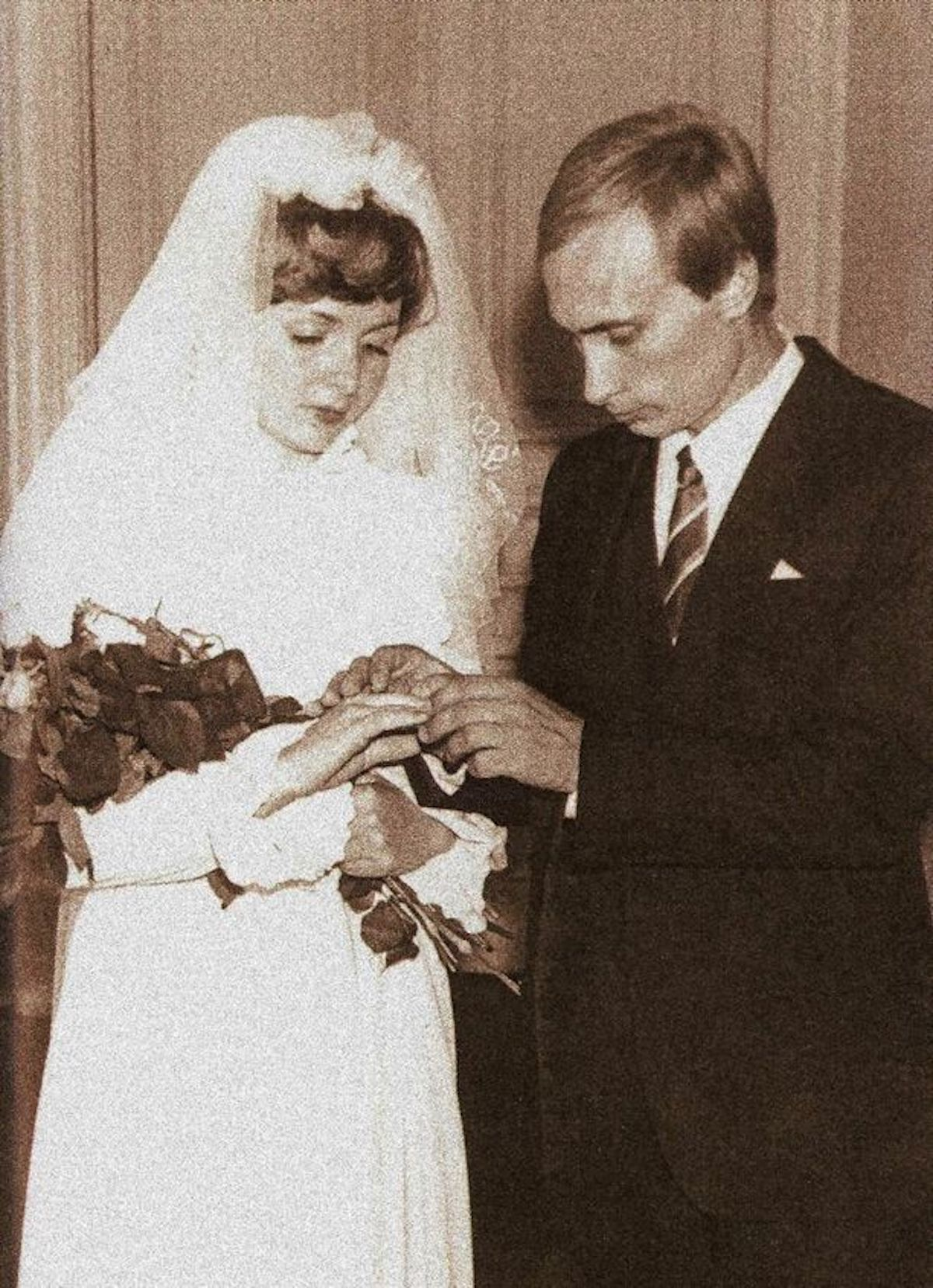
Ljudmila és Vlagyimir (1983)

Tanulmányait követően az Aeroflot kalinyingrádi kirendeltségének légiutas-kísérője lett. Leningrádban ismerkedett meg Vlagyimir Putyinnal, 1983. július 28-án összeházasodtak. A házaspárnak két lánya van, Marija (született 1985. április 28-án Leningrádban, Szovjetunió) és Jekatyerina, Kátya (született 1986. augusztus 31-én Drezdában, NDK).
1990 és 1994 között Ljudmila német nyelvet tanított a Leningrádi Állami Egyetem bölcsészkarán. 
1997 elején, ill. korábban férjével, családjával és Nyikolaj Samalov családjával együtt a svájci Davosban nyaralt.
1998 júliusában családjuk Dél-Franciaországban nyaralt, ahol férje fontos megbeszéléseken vett részt, mielőtt az FSZB vezetője lett volna, ami után a Putyin család lemondta augusztusra tervezett davosi nyaralásukat.

## First ladyként
Férje hatalomra kerülése után Ljudmila visszafogottan viselkedett az orosz politikai színpadon, általában kerülte a rivaldafényt, kivéve, ha azt a protokoll megkövetelte. Nyilvános szerepléseit a férjét támogató nyilatkozatokra korlátozta.

### Szerepe a helyesírási vitában
Ljudmila Putyina first ladyként az orosz nyelv fejlesztését célzó alap kurátora volt, és néha nyilatkozatokat tett az orosz nyelvvel és oktatással kapcsolatban. Az orosz nyelv „fenntartása és megőrzése” iránti elkötelezettsége arra késztette, hogy nyilvános nyilatkozatokat tegyen a helyesírási reform ellen. Az Orosz Tudományos Akadémia szponzorált egy bizottságot az orosz nyelv ortográfiájának tanulmányozására és változtatási javaslatok kidolgozására. Ajánlásaikat nyolc évnyi munka után 2002-ben hozták nyilvánosságra, de Putyina ezt követően elutasította őket, és többek között Oroszország fellendülő gazdaságával indokolta, hogy mindez nem csak szükségtelen, de időszerűtlen is. Bár az egyik moszkvai újság azt állította, hogy „Ljudmila Putyina de facto lemondott minden, a helyesírás reformjára irányuló kísérletről”, tény, hogy a reformokra adott nyilvános és tudományos reakciók eléggé negatívak voltak ahhoz, hogy elvetették.

## Válás
2013. június 6-án nyilvánosan bejelentették házasságuk közös megegyezésen alapuló felbontását. A válás bejelentését az orosz hírmédia számára a Kreml Állami Palotájában, a Kreml Balett Esmeralda című romantikus balettelőadásának szünetében tették meg a kamerák előtt, véget vetve az évek óta tartó találgatásoknak. 2014 áprilisában a Kreml megerősítette, hogy válásukat véglegesítették.
2016 januárjában jelentették, hogy Ljudmila 2015 elején férjhez ment Artur Ocseretnijhez (oroszul: Артур Сергеевич Очеретный; született 1978. március 29-én).

## Ingatlanüzlet
A Reuters szerint Ljudmila segített létrehozni és támogatja a személyközi kommunikáció fejlesztésének központja (CDIC) nevű alapítványt, amely dollármilliókat termel. A CDIC irodái Moszkva központjában, a Vozdvizsenka utcában találhatók a korábban Volkonszkij-ház néven ismert épületben, mely a saját tulajdonát képezi. Az épület, mely egykor Lev Tolsztoj nagyapjáé volt, az orosz kulturális örökség nyilvántartásában is szerepelt, de 2013-ban teljesen átépítették, két emeletről négyre emelve a magasságát, a moszkvai polgárok sorozatos tiltakozása ellenére, beleértve egy Vlagyimir Putyinhoz intézett, megválaszolatlan felhívást, melyet a város 200 híres tudományos és kulturális személyisége írt alá.
Az épületet főként kereskedelmi bérlők foglalják el, köztük a VTB Bank, a Sberbank, a Severstroygroup nevű építőipari vállalat, egy szusiétterem és egy Burger King. Az épület teljes bérleti díja körülbelül 3-4 millió dollár.
A bérleti díjat a Meridian nevű cég inkasszálja, amely viszont az Intererservis nevű cég tulajdonában van, az pedig teljes egészében Ljudmiláé. Nővére, Olga Alekszandrovna Comajeva korábban az Intererservis vezérigazgatója volt. Artur Ocseretnij, Ljudmila férje, a CDIC igazgatótanácsának elnöke.

## Kitüntetések és érmek
- Németország: Jacob Grimm-díj (2002)
- Kirgizisztán: A Spiritualitás Újjászületéséért Nemzetközi Szövetség "Rukhaniyat" díjának díjazottja (2002)
- Oroszország: A Komszomolszkaja Pravda "Az év emberei 2002" versenyének díjazottja "Az év pedagógusa" kategóriában (2002)
- Kazahsztán: A Gumilevről elnevezett Eurázsiai Nemzeti Egyetem tiszteletbeli professzora (2005)
- Kazahsztán: Arany Harcos érem (2005)
- Oroszország: Kalinyingrád díszpolgára (2007)